# Klaus Beverungen
Klaus Beverungen (* 24. September 1951 in Gelsenkirchen) ist ein ehemaliger Fußballspieler, der in den Jahren 1974 und 1975 als Aktiver von Eintracht Frankfurt zwei Mal den DFB-Pokal gewonnen hat.

## Laufbahn

### Jugend und Schalke 04; bis 1974
In der Jugendabteilung des SV Gelsenkirchen-Hessler in Gelsenkirchen, wo sein Vater August Beverungen als Trainer wirkte, entwickelte sich das Talent des Schüler- und Jugendfußballers Klaus Beverungen. Der körperlich gut entwickelte, technisch begabte Mittelfeld- und Angriffsspieler debütierte am 30. März 1969 in der DFB-Jugendnationalmannschaft. Es war das Rückspiel in der UEFA-Qualifikation in Osnabrück gegen Schweden. Die Schützlinge von DFB-Trainer Udo Lattek gewannen das Spiel mit 2:1 Toren und waren damit für das UEFA-Juniorenturnier 1969 in der DDR qualifiziert. Dort war Beverungen in den drei Gruppenspielen gegen Bulgarien (0:1), Frankreich (0:1) und Spanien (2:1) zusammen mit den Mitspielern Jürgen Sobieray, Rolf Rüssmann, Paul Breitner, Franz Hiller, Uli Hoeneß und Klaus Scheer im Einsatz. Der Spieler aus Gelsenkirchen nahm auch am UEFA-Turnier 1970 in Schottland mit der DFB-Auswahl teil. Im Mai vertrat er die deutschen Farben bei den Spielen gegen Wales (3:2), Schweiz (2:1) und die Niederlande (1:2). Insgesamt kam Beverungen 1969 und 1970 auf 13 Jugendländerspiele und erzielte zwei Tore.
Zur Runde 1970/71 unterschrieb er einen Lizenzspielervertrag beim FC Schalke 04 und startete seine Karriere in der Fußball-Bundesliga. Am 5. September 1970 debütierte er beim Heimspiel gegen Hertha BSC in der Liga. In der Schalker Mannschaft standen mit Sobieray, Rüssmann und Scheer noch weitere UEFA-Juniorenspieler neben den anerkannten Leistungsträgern Klaus Fichtel und Heinz van Haaren auf dem Feld der Glück-Auf-Kampfbahn. In der ersten Bundesligasaison wurde der Nachwuchsspieler von den Trainern Rudi Gutendorf (bis 7. September 1970) und Slobodan Čendić in acht Spielen zum Einsatz gebracht. Als „Königsblau“ in der Saison 1970/71 unter dem neuen Trainer Ivica Horvat die Vizemeisterschaft in der Bundesliga und den DFB-Pokal erringen konnte, kam Beverungen nicht an der Stammbesetzung im Mittelfeld mit Herbert Lütkebohmert, Heinz van Haaren und Klaus Scheer vorbei und musste sich mit zwei Einsätzen in der Bundesligarunde abfinden. Im Pokal war er beim Halbfinal-Rückspiel am 10. Juni 1972 gegen den 1. FC Köln aktiv, als er in der 43. Minute für Scheer eingewechselt wurde. Das Hinspiel hatten die „Geißböcke“ nach einer Schalker 1:0-Halbzeitführung mit 4:1 Toren gewonnen. Nach 90 Minuten stand das Rückspiel 5:2 für Schalke und es ging in die Verlängerung. Es fiel kein weiteres Tor, die Entscheidung wurde durch ein Elfmeterschießen herbeigeführt. Schalke setzte sich dabei mit 6:5 Treffern durch und zog in das Finale ein, was sie am 1. Juli 1972 in Hannover gegen den 1. FC Kaiserslautern mit 5:0 Toren für sich entscheiden konnten. Durch die Folgen des Bundesligaskandals zerfiel die Vizemeisterelf und in Schalke ging es in der Runde 1972/73 um den Klassenerhalt. Beverungen half dabei in 18 Spielen und zwei Toren mit, Schalke landete auf dem rettenden 15. Rang. Nach vier Spielzeiten verabschiedete sich Beverungen am Schlusstag der Runde 1973/74 nach weiteren 21 Einsätzen mit drei Treffern aus Schalke und wechselte zu Eintracht Frankfurt.

### Eintracht Frankfurt, 1974 bis 1977
Acht Tage vor dem Rundenstart 1974/75, am 17. August 1974, fand das DFB-Pokalfinale 1974 in Düsseldorf zwischen der Eintracht und dem Hamburger SV statt. Trainer Dietrich Weise besetzte das Eintracht-Mittelfeld mit Roland Weidle, Beverungen und Bernd Nickel und die Hessen holten den Pokal durch einen 3:1-Erfolg nach Verlängerung gegen die Hanseaten nach Frankfurt. Auch der Bundesligastart klappte acht Tage später mit einem 3:0-Auswärtserfolg bei Werder Bremen. Die Weise-Mannschaft kam mit 43:25 Punkten am Rundenende auf den dritten Rang – Beverungen hatte in 30 Einsätzen neun Tore erzielt – und wiederholte am 21. Juni 1975 durch einen 1:0-Sieg gegen den MSV Duisburg den Pokaltriumph des Vorjahrs. Auch im Europacup kam der Ex-Schalker in den vier Spielen im Wettbewerb der Pokalsieger gegen AS Monaco und den späteren Cupsieger Dynamo Kiew (Rudakow, Fomenko, Muntjan, Kolotow, Onischtschenko und Oleh Blochin) zum Einsatz. In seinem zweiten Jahr in Frankfurt sank die Leistungskurve der „Adlerträger“, sie kamen lediglich auf den neunten Rang, und Beverungen hatte in 28 Spielen fünf Tore erzielt. Im Europacup setzten sich die Hessen gegen FC Coleraine, Atlético Madrid und Sturm Graz durch und scheiterten erst im Halbfinale an West Ham United. In allen acht europäischen Spielen war Beverungen im Einsatz gewesen. Nach dem Trainerwechsel bei Eintracht zur Runde 1976/77, Hans-Dieter Roos trat die unmittelbare Weise-Nachfolge an und wurde aber bereits am 9. November 1976 durch Gyula Lóránt abgelöst, erfolgte ein Karriereknick bei Beverungen. Er wurde in dieser Runde in nur drei Einsätzen berücksichtigt. Am 34. Spieltag verabschiedete er sich beim 2:1-Auswärtserfolg bei Fortuna Düsseldorf mit seinem Treffer zur 2:0-Führung nach insgesamt 61 Bundesligaspielen mit 16 Toren aus Frankfurt und unterschrieb einen Vertrag beim Bundesligaaufsteiger FC St. Pauli und wechselte nach Hamburg.

### St. Pauli, Herne und Ausklang im Amateurfußball
Die Mannschaft vom Wilhelm-Koch-Stadion am Millerntor kämpfte unter Trainer Diethelm Ferner beständig um den Klassenerhalt. Mit aber nur drei Punkten in der Fremde, reichten die 15 Pluspunkte in den Heimspielen bei einem Zuschauerschnitt von 12.408 Besuchern aber nicht aus, um den Klassenerhalt realisieren zu können. Beverungen kam nochmals auf 19 Bundesligaeinsätze und erzielte an der Seite der Mitspieler Jürgen Rynio, Rolf Blau, Dietmar Demuth, Franz Gerber und Walter Oswald drei Tore. Nach dem Abstieg blieb er bei der Millerntorelf und beendete nach 129 Spielen und 25 Toren seine Laufbahn in der Fußball-Bundesliga. In der Vorrunde der Serie 1978/79 absolvierte er die ersten 17 Spiele in der 2. Fußball-Bundesliga für St. Pauli und erzielte neun Tore. Am 17. Spieltag zeichnete er sich beim 3:1-Heimsieg gegen Rot-Weiß Lüdenscheid als zweifacher Torschütze aus und verabschiedete sich aber damit wegen der angespannten Finanzlage St. Paulis und trug bereits einen Tag vor dem Weihnachtsfest, am 23. Dezember 1978, das Trikot seines neuen Arbeitgebers Westfalia Herne. Für das Team vom Stadion am Schloss Strünkede lief er in weiteren 20 Zweitligaspielen mit sieben Toren auf und kam somit 1978/79 auf eine Rundenbilanz von 37 Spielen mit 16 Toren. Da der „Goldin“-Rausch in Herne in einem finanziellen Kollaps geendet hatte, beendete er seine Laufbahn im Profibereich. Er lehnte im September 1979 ein Angebot zur Rückkehr zum FC St. Pauli (mittlerweile Oberliga) ab und eines des südbadischen Amateuroberligisten SV Kuppenheim an und spielte zukünftig im dortigen Wörtelstadion.
In Kuppenheim war Beverungen bis Ende 1984 noch als Spieler aktiv, ehe er dann als Spielertrainer bei Phönix Durmersheim endgültig seine Spielerkarriere ausklingen ließ.
Der gelernte Großhandelskaufmann war seit 2015 bis zu seiner Pensionierung bei einer Versicherungsgesellschaft in Karlsruhe tätig.